# Samčev predor
Na mestu Samčevega predora je bil vse do leta 1882 klanec, po katerem je v srednjem veku potekalo obzidje z južnimi vrati. Klanec je prebivalcem Kamnika in tovornim živalim dolga leta predstavljal oviro, zato ga je dal takratni župan Maks Samec znižati. Danes stena prehoda služi tudi kot kulisa fotografske zbirke Razstavišče 1882 in številnih prireditev.